# Langsnavelmuisspecht
De langsnavelmuisspecht (Nasica longirostris) is een zangvogel uit de familie Furnariidae (ovenvogels).

## Verspreiding en leefgebied
Deze soort komt voor van O-Colombia tot ZW-Venezuela, N-Bolivia, amazonisch Brazilië en Frans-Guyana.

## Status
De grootte van de populatie is niet gekwantificeerd maar de soort wordt omschreven als schaars tot vrij algemeen. Op de Rode lijst van de IUCN heeft deze soort de status niet bedreigd.